# Rivière des Épinettes Noires
Rivière des Épinettes Noires är ett vattendrag i Kanada.   Det ligger i provinsen Québec, i den östra delen av landet, 500 km nordost om huvudstaden Ottawa. Rivière des Épinettes Noires ligger vid sjön Lac à Dîner.
I omgivningarna runt Rivière des Épinettes Noires växer i huvudsak blandskog. Trakten runt Rivière des Épinettes Noires är nära nog obefolkad, med mindre än två invånare per kvadratkilometer.